# Bertrand Gachot
 Bertrand Gachot  va ser un pilot de curses automobilístiques franco-belga que va arribar a disputar curses de Fórmula 1.
Va néixer el 23 de desembre del 1962 a Luxemburg.
Fora de la F1 la seva principal victòria és l'any 1991 a les 24 hores de Le Mans.

## A la F1
Bertrand Gachot va debutar a la primera cursa de la temporada 1989 (la 40a temporada de la història) del campionat del món de la Fórmula 1, disputant el 26 de març del 1989 el G.P. d'e Brasil al circuit de Jacarepaguà.
Va participar en un total de vuitanta-quatre curses puntuables pel campionat de la F1, disputades en sis temporades no consecutives (1989 - 1992 i 1994 - 1995), aconseguint una cinquena posició com millor classificació en una cursa i assolí cinc punts pel campionat del món de pilots.

## Resultats a la Fórmula 1
| Any  | Equip                          | Xassís            | Motor       | 1       | 2       | 3       | 4       | 5       | 6       | 7       | 8       | 9       | 10      | 11      | 12      | 13      | 14      | 15      | 16      | 17    | Posició | Punts |
| ---- | ------------------------------ | ----------------- | ----------- | ------- | ------- | ------- | ------- | ------- | ------- | ------- | ------- | ------- | ------- | ------- | ------- | ------- | ------- | ------- | ------- | ----- | ------- | ----- |
| 1989 | Moneytron Onyx Formula 1       | Onyx Grand Prix   | Ford        | BRA NVQ | SMR NVQ | MON NVQ | MEX NVQ | USA NVQ | CAN NVQ | FRA 13  | GBR 12  | ALE NVQ | HUN Ret | BEL Ret | ITA Ret | POR     | ESP     |         |         |       | -       | 0     |
| 1989 | Rial Racing                    | Rial              | Ford        |         |         |         |         |         |         |         |         |         |         |         |         | JAP NVQ | AUS NVQ |         |         |       | -       | 0     |
| 1990 | Subaru Coloni Racing           | Coloni            | Subaru      | USA Ret | BRA Ret | SMR Ret | MON NVQ | CAN NVQ | MEX NVQ | FRA NVQ | GBR NVQ |         |         |         |         |         |         |         |         |       | NC      | 0     |
| 1990 | Coloni Racing Srl              | Coloni            | Ford        |         |         |         |         |         |         |         |         | ALE NVQ | HUN NVQ | BEL NVQ | ITA NVQ | POR NVQ | ESP NVQ | JPN NVQ | AUS NVQ |       | NC      | 0     |
| 1991 | Team 7UP Jordan                | Jordan            | Ford        | USA 10  | BRA 13  | SMR Ret | MON 8   | CAN 5   | MEX Ret | FRA Ret | GBR 6   | ALE 6   | HUN 9   | BEL     | ITA     | POR     | ESP     | JPN     |         |       | 13è     | 4     |
| 1991 | Larrousse F1                   | Lola              | Ford        |         |         |         |         |         |         |         |         |         |         |         |         |         |         |         | AUS NVQ |       | 13è     | 4     |
| 1992 | Central Park Venturi Larrousse | Venturi Larrousse | Lamborghini | SUD Ret | MEX 11  | BRA Ret | ESP Ret | SMR Ret | MON 6   | CAN DSQ | FRA Ret | GBR Ret | ALE 14  | HUN Ret | BEL 18  | ITA Ret | POR Ret | JPN Ret | AUS Ret |       | 19è     | 1     |
| 1994 | Pacific Grand Prix Ltd         | Pacific           | Ilmor       | BRA Ret | PAC NVQ | SMR Ret | MON Ret | ESP Ret | CAN Ret | FRA NVQ | GBR NVQ | ALE NVQ | HUN NVQ | BEL NVQ | ITA NVQ | POR NVQ | EUR NVQ | JAP NVQ | AUS NVQ |       | NC      | 0     |
| 1995 | Pacific Grand Prix Ltd         | Pacific           | Ford        | BRA Ret | ARG Ret | SMR Ret | ESP Ret | MON Ret | CAN Ret | FRA Ret | GBR 12  | ALE     | HUN     | BEL     | ITA     | POR     | EUR     | PAC Ret | JPN Ret | AUS 8 | -       | 0     |

### Resum
| Curses: | Victòries: | Pòdiums: | Poles: | Voltes ràpides: | Punts: |
| ------- | ---------- | -------- | ------ | --------------- | ------ |
| 84 (47) | 0          | 0        | 0      | 0               | 5      |